# حاجی‌ور
حاجی‌ور (به لاتین: Hacıvar) یک منطقه مسکونی در جمهوری آذربایجان است که در شهرستان بابک واقع شده است. حاجی‌ور ۷۲۱ نفر جمعیت دارد.